# David Warsofsky
David Warsofsky (né le 30 mai 1990 à Marshfield dans l'État du Massachusetts aux États-Unis) est un joueur professionnel américain de hockey sur glace. Il évolue au poste de défenseur.

## Biographie
Repêché par les Blues de Saint-Louis au 95e rang, quatrième tour, durant le repêchage d'entrée dans la LNH 2008, il rejoint les Terriers de l'Université de Boston. En juin 2010, les Blues échangent les droits sur Warsofsky aux Bruins de Boston contre le joueur Vladimír Sobotka. Après avoir compléter sa troisième année d'études, il part rejoindre les Bruins de Providence vers la fin de la saison 2010-2011 pour y faire ses débuts professionnels.
Il fait ses débuts dans la LNH avec l'équipe de Boston durant la saison 2013-2014, jouant six matchs au passage. En 2015, il signe comme agent libre avec les Penguins de Pittsburgh. Il joue 12 parties avec Pittsburgh avant d'être réclamé au ballotage par les Devils du New Jersey le 29 février 2016 et terminer la saison avec ces derniers.
Il retourne avec les Penguins durant l'été 2016 et joue la majorité de la saison 2016-2017 dans la LAH avec les Penguins de Wilkes-Barre/Scranton. Il signe par la suite un contrat de deux ans avec l'Avalanche du Colorado le 1er juillet 2017.
Le 25 août 2020, il est échangé aux Maple Leafs de Toronto avec Evan Rodrigues, Filip Hallander et un choix de 1er tour au repêchage d'entrée dans la LNH 2020 contre Jesper Lindgren  et Pontus Aberg.
Le 15 février 2021, il est échangé aux Hurricanes de la Caroline avec Egor Korshkov contre Alex Galchenyuk.

## Statistiques

### En club
| Saison     | Équipe                            | Ligue       |                   | Saison régulière  | Saison régulière  | Saison régulière  | Saison régulière  | Saison régulière  |                   | Séries éliminatoires | Séries éliminatoires | Séries éliminatoires | Séries éliminatoires | Séries éliminatoires |
| Saison     | Équipe                            | Ligue       | PJ                | B                 | A                 | Pts               | Pun               | PJ                | B                 | A                    | Pts                  | Pun                  |                      |                      |
| 2007-2008  | U.S. National Development Team    | NAHL        | 15                | 4                 | 2                 | 6                 | 8                 | -                 | -                 | -                    | -                    | -                    |                      |                      |
| 2008-2009  | Université de Boston              | Hockey East | 45                | 3                 | 20                | 23                | 28                | -                 | -                 | -                    | -                    | -                    |                      |                      |
| 2009-2010  | Université de Boston              | Hockey East | 34                | 12                | 11                | 23                | 48                | -                 | -                 | -                    | -                    | -                    |                      |                      |
| 2010-2011  | Université de Boston              | Hockey East | 34                | 7                 | 15                | 22                | 46                | -                 | -                 | -                    | -                    | -                    |                      |                      |
| 2010-2011  | Bruins de Providence              | LAH         | 10                | 0                 | 3                 | 3                 | 6                 | -                 | -                 | -                    | -                    | -                    |                      |                      |
| 2011-2012  | Bruins de Providence              | LAH         | 66                | 5                 | 24                | 29                | 18                | -                 | -                 | -                    | -                    | -                    |                      |                      |
| 2012-2013  | Bruins de Providence              | LAH         | 58                | 3                 | 13                | 16                | 17                | 12                | 0                 | 3                    | 3                    | 0                    |                      |                      |
| 2013-2014  | Bruins de Providence              | LAH         | 56                | 6                 | 26                | 32                | 11                | 12                | 2                 | 7                    | 9                    | 2                    |                      |                      |
| 2013-2014  | Bruins de Boston                  | LNH         | 6                 | 1                 | 1                 | 2                 | 0                 | -                 | -                 | -                    | -                    | -                    |                      |                      |
| 2014-2015  | Bruins de Providence              | LAH         | 40                | 4                 | 11                | 15                | 20                | 5                 | 0                 | 1                    | 1                    | 0                    |                      |                      |
| 2014-2015  | Bruins de Boston                  | LNH         | 4                 | 0                 | 1                 | 1                 | 0                 | -                 | -                 | -                    | -                    | -                    |                      |                      |
| 2015-2016  | Penguins de Wilkes-Barre/Scranton | LAH         | 17                | 2                 | 4                 | 6                 | 6                 | -                 | -                 | -                    | -                    | -                    |                      |                      |
| 2015-2016  | Penguins de Pittsburgh            | LNH         | 12                | 1                 | 0                 | 1                 | 0                 | -                 | -                 | -                    | -                    | -                    |                      |                      |
| 2015-2016  | Devils du New Jersey              | LNH         | 10                | 0                 | 1                 | 1                 | 2                 | -                 | -                 | -                    | -                    | -                    |                      |                      |
| 2016-2017  | Penguins de Wilkes-Barre/Scranton | LAH         | 58                | 16                | 31                | 47                | 32                | 5                 | 3                 | 3                    | 6                    | 0                    |                      |                      |
| 2016-2017  | Penguins de Pittsburgh            | LNH         | 7                 | 0                 | 1                 | 1                 | 6                 | -                 | -                 | -                    | -                    | -                    |                      |                      |
| 2017-2018  | Rampage de San Antonio            | LAH         | 47                | 4                 | 16                | 20                | 24                | -                 | -                 | -                    | -                    | -                    |                      |                      |
| 2017-2018  | Avalanche du Colorado             | LNH         | 16                | 0                 | 5                 | 5                 | 0                 | 4                 | 0                 | 0                    | 0                    | 2                    |                      |                      |
| 2018-2019  | Eagles du Colorado                | LAH         | 51                | 5                 | 27                | 32                | 48                | 4                 | 1                 | 1                    | 2                    | 0                    |                      |                      |
| 2019-2020  | Penguins de Wilkes-Barre/Scranton | LAH         | 51                | 10                | 23                | 33                | 49                | -                 | -                 | -                    | -                    | -                    |                      |                      |
| 2020-2021  | Wolves de Chicago                 | LAH         | 22                | 2                 | 17                | 19                | 16                | -                 | -                 | -                    | -                    | -                    |                      |                      |
| 2021-2022  | ERC Ingolstadt                    | DEL         | 45                | 9                 | 19                | 28                | 18                | -                 | -                 | -                    | -                    | -                    |                      |                      |
| 2022-2023  | Augsburger Panther                | DEL         | 36                | 8                 | 13                | 21                | 34                | -                 | -                 | -                    | -                    | -                    |                      |                      |
| 2023-2024  | Augsburger Panther                | DEL         | Saison en cours ? | Saison en cours ? | Saison en cours ? | Saison en cours ? | Saison en cours ? | Saison en cours ? | Saison en cours ? | Saison en cours ?    | Saison en cours ?    | Saison en cours ?    |                      |                      |
| Totaux LNH | Totaux LNH                        | Totaux LNH  | 55                | 2                 | 9                 | 11                | 8                 | 4                 | 0                 | 0                    | 0                    | 2                    |                      |                      |

### En équipe nationale
| Année | Équipe         | Compétition                  |    | PJ | B | A | Pts | Pun                |  | Résultat |
| 2008  | États-Unis U18 | Championnat du monde -18 ans | 7  | 0  | 2 | 2 | 6   | Médaille de bronze |  |          |
| 2010  | États-Unis U20 | Championnat du monde junior  | 7  | 0  | 2 | 2 | 6   | Médaille d'or      |  |          |
| 2016  | États-Unis     | Championnat du monde         | 10 | 1  | 4 | 5 | 2   | 4e place           |  |          |
| 2022  | États-Unis     | Jeux olympiques              | 4  | 0  | 0 | 0 | 0   | 5e place           |  |          |

## Trophées et honneurs personnels
- 2010-2011 : nommé dans la deuxième équipe d'étoiles de Hockey East.
- 2016-2017 : nommé dans la deuxième équipe d'étoiles de la LAH.